# Q
La Q és la dissetena lletra de l'alfabet català i tretzena de les consonants. El seu nom és cu.

## Fonètica
En català aquesta consonant va seguida de la vocal u. Representa el so /k/ davant de /e/ (que, queixal, alqueria, aqueu...) o /i/ (qui, quist, alquímia, aquí...). En canvi si la segueixen les vocals a o o el dígraf qu es pronuncia /kw/ (quasi, quatre, quàsar, quòrum, aquós...). Per a /kw/ davant de /e/ o /i/ es posa una dièresi damunt de la u (qüestió, aqüicultor, aqüífug...). El motiu d'aquestes ortografies i normes és una convenció tradicional. En català antic a vegades s'utilitzava el dígraf qu davant d'altres mots (quauall per contres de cavall).

## Significats de Q
- Bioquímica: en majúscula és el símbol de la glutamina.
- Ciència-ficció: Un dels personatges de Star Trek amb poders omnipotents.
- Entreteniment: Designa la reina en la baralla de cartes francesa
- Física: Símbol de la càrrega magnètica. També a la física quàntica de partícules és la càrrega elèctrica.
- Matemàtiques: En majúscula i negreta (Q) representa als nombres racionals.Pot ser abreviatura de quilogram o de quintar).
- Símbol: Una Q sol desginar qualitat, per això apareix a molts logotips. Respresenta la conjunció completiva "que" en taquigrafia (tot i que avui dia s'està substituent per K)